# Colorista
En los cómics, un colorista es la persona que se hacía responsable de añadir color a ilustraciones en blanco y negro. Durante la mayor parte del siglo XX, eso se hacía utilizando pinceles y colorantes que posteriormente eran utilizados como guías para producir las planchas de impresión. Desde finales del siglo XX se hizo con mayor frecuencia utilizando medios digitales, con separaciones de impresión producidas electrónicamente.
Aunque la mayor parte de los coloristas Americanos trabajaban directamente para los editores de cómics aún existen algunos estudios de coloreado que ofrecen sus servicios a los editores. Color Americana, Olyoptics y Digital Camaleón eran empresas destacadas en este campo.

## Historia
Originalmente, los cómics eran de color mediante el corte de las películas de diversas densidades en las formas apropiadas para ser utilizadas para producir una separación de colores en las planchas de impresión. El colorista típico trabajó desde fotocopias entintadas que coloreaba con tintes especiales. Dr. Martin Colorantes era una marca destacada en este campo dentro de la industria de la tira cómica. Los códigos CMYK fueron escritos en la página, para indicar los colores finales impresos y estas páginas pintadas a mano fueron utilizados como guías por el grabador. Tatjana Wood fue el colorista principal de las portadas de DC Comics' desde 1973 hasta mediados de la década de 1980.
Más recientemente, los coloristas han trabajado en medios transparentes como acuarelas o aerógrafos, que posteriormente son fotografiados permitiendo así efectos más sutiles y pictóricos.

## Color digital
El colorista Steve Oliff y su compañía Olyoptics fueron uno de los primeros en utilizar las computadoras para hacer separaciones de color. Aunque otras empresas en el momento estaban experimentando con las computadoras, Oliff y su tripulación fueron los primeros en combinar la guía de color con el separador. En 1987, el Japonés manga Akira se estaba preparando para ser traducido y publicado por la línea Marvel Comics's Comics épicos. Oliff fue elegido como el colorista, y convenció a Marvel que era el momento para tratar el color a computadora. Después de la publicación de Akira en 1988, su colaboración se hizo cada vez más frecuente en la industria del cómic
A comienzos de 1990, aunque los grandes editores de cómics estaban usando computadoras, hubo variaciones en el campo. DC Comics contaban sólo con una paleta de 64 colores, mientras que Marvel se había ampliado a 125 colores.  Dark Horse Comics tenía aún más variaciones. Los programas dominantes en uso durante ese tiempo eran Color Prep y Tint Prep, ambos implementados por Olyoptics. En 1993, Las imágenes de comics' usaban color y la más avanzada tecnología de separación de colores y llevaron a Marvel y DC a destacar más. Y poco actualizaban más sus técnicas de coloración. Finalmente, a mediados de la década de 1990, las instalaciones de Digital Camaleón con Adobe Photoshop ayudó a hacerlo el programa estándar de la industria.
Las mejoras en la tecnología utilizada para la pintura han tenido un gran impacto en la forma en que los cómics se dibujan. Antes del uso de las computadoras, a menudo los artistas utilizaban la pluma o el pincel para poner los effects de sombras detallados; Ahora el asrtista deja el dibujo incompleto para dejar que el colorista inserte las sombras mediante la variation en los tonos de color o mediante la adición de una capa de un negro translúcido. La mayoría de los coloristas contemporáneos trabajan en medios digitales utilizando herramientas.

## Coloristas destacados
- Garry Henderson
- Jack Adler
- George Freeman / Digital Chameleon
- Josette Baujot
- Jeromy Cox
- John Higgins
- Matt Hollingsworth
- Richard Isanove
- Vittorio Leonardo
- Lee Loughridge
- Laura Martin
- David Baron
- Dave McCaig
- Paul Mounts
- Steve Oliff / Olyoptics
- Nei Ruffino
- Alex Sinclair
- Marie Severin
- Dave Stewart
- Christina Strain
- Lynn Varley
- Jose Villarrubia
- Glynis Wein
- Tatjana Wood